# David Sterritt
David Sterritt (11 de setembro de 1944) é um crítico de cinema, autor e estudioso. Ele é mais conhecido por seu trabalho sobre Alfred Hitchcock e Jean-Luc Godard, e seus muitos anos como crítico de cinema do The Christian Science Monitor, onde, a partir de 1968 até sua aposentadoria em 2005. Ele tem um Ph.D. em Estudos de Cinema na Universidade de Nova York e é o presidente da Sociedade Nacional de Críticos de Cinema. Sterritt é conhecido por suas discussões inteligentes e animadas sobre filmes controversos. Ele é particularmente conhecido por suas considerações cuidadosas de filmes com uma conexão espiritual, como o de Martin Scorsese A Última Tentação de Cristo (1988), e o de Mel Gibson A Paixão de Cristo.
Seus escritos sobre cinema e cultura cinematográfica aparecem regularmente em várias publicações, incluindo no The New York Times, MovieMaker, The Huffington Post, Senses of Cinema, Cineaste, Film Comment, Film Quarterly, Beliefnet, CounterPunch, e outros.

## Biografia
Sterritt começou sua carreira no Boston After Dark (agora o Boston Phoenix), onde foi Editor-Chefe. Ele então se mudou para The Christian Science Monitor, onde trabalhou como crítico de cinema do jornal e correspondente especial. Durante seu mandato no Monitor, Sterritt realizou uma série de consultas adicionais. De 1978-1980, ele foi o crítico de cinema da All Things Considered, da National Public Radio. De 1969 a 1973, ele foi o critico do Boston Teatro para Variety, e ele participou no comitê de seleção do Festival de Cinema de Nova Iorque de 1988 a 1992.